# ميار (اسم)
ميار هو اسم علم مذكر و مؤنث من أصل عربي، ومعناه هو من الفعل مار، يمير عياله أتاهم بالطعام والمؤونة، وهو بصيغة المبالغة المسؤول عن جلب الميرة، جالب المؤونة، وكان « الميار» في العصر العباسي مسؤولًا عن مراقبة أسعار البضائع في الأسواق وجلبها، وفي التنزيل: ﴿ ونمير أهلنا ونحفظ أخانا﴾ [يوسف من الآية 65].
يمكن أن يأتي الاسم بقراءتين مختلفتين:
ميَّار (بتشديد الياء): ويعتبر اسمًا مذكرًا.
ميار (بدون تشديد الياء): ويستخدم كاسم مؤنث.

## شخصيات تحمل الاسم
- ميار الببلاوي (ممثلة مصرية، 24 ديسمبر 1972 – )
- ميار الغيطي (ممثلة مصرية، 7 يونيو 1992 – )
- ميار النوري
- ميار هاني (لاعبة إسكواش مصرية محترفة، 5 فبراير 1997 – )

## وصلات خارجية
- موسوعة السلطان قابوس لأسماء العرب